# Mikkel Kirkeskov
Mikkel Kirkeskov Andersen est un footballeur danois, né le 5 septembre 1991 à Aarhus. Il évolue au poste d'arrière gauche au Preußen Münster.

## Palmarès
- AGF Århus
  - Champion de deuxième division danoise en 2011.

## Statistiques
| Saison    | Club         | Pays         | Championnat        | Coupes nationales | Coupes d'Europe | Danemark |
| --------- | ------------ | ------------ | ------------------ | ----------------- | --------------- | -------- |
| 2010-2011 | AGF Århus    | 1st Division | 13 matchs          | ?                 | -               | -        |
| 2011-2012 | AGF Århus    | SAS Ligaen   | 16 matchs          | 1 match           | -               | -        |
| 2012-2013 | AGF Århus    | SAS Ligaen   | 31 matchs          | 2 matchs          | 1 match (C3)    | 2 matchs |
| 2013-2014 | AGF Århus    | SAS Ligaen   | 32 matchs          | 3 matchs          | -               | -        |
| 2014-2015 | AGF Århus    | 1st Division | 1 match            | -                 | -               | -        |
| 2014-2015 | Odense BK    | SAS Ligaen   | 14 matchs          | 1 match           | -               | -        |
| 2015-2016 | Odense BK    | SAS Ligaen   | 9 matchs           | 2 matchs          | -               | -        |
| 2016      | Aalesunds FK | Tippligaen   | 29 matchs / 2 buts | 3 matchs          | -               | -        |
| 2017      | Aalesunds FK | Tippligaen   | -                  | -                 | -               | -        |

Dernière mise à jour le 10/04/2017